# 하학열
하학열(河鶴烈, 1958년 7월 29일 ~ )은 대한민국의 정치인이다. 제42대 경남 고성군수이다. 2002년부터 2010년까지 경남 고성군의회 의원을 연임했고 2010년부터 2014년까지는 경상남도의회 의원으로 활동했다. 2014년 새누리당 소속으로 제6회 전국동시지방선거 고성 군수에 당선되었으나, 공직선거법 위반 혐의로 120만원의 벌금을 선고받으면서 당선이 무효화되었다.

## 학력
- 회화초등학교 졸업
- 배정중학교 졸업
- 경남고등학교 졸업
- 중앙대학교 전기공학 학사

## 경력
- 한나라당 중앙위원회 행정자치분과 부위원장
- 바르게살기운동 고성군협의회 회장
- 고성청년회의소 특우회 회원
- 농촌지도자회 고문
- 엔젤클럽 회원
- 고성문화원 회원
- 2002.07 ~ 2006.06 제4대 경남 고성군의회 의원
- 2006.07 ~ 2010.06 제5대 경남 고성군의회 의원
  - 2006.07 ~ 2008.06 제5대 경남 고성군의회 전반기 의장
- 2010.07 ~ 2014.03 제9대 경상남도의회 의원
  - 2010.07 ~ 2014.03 제9대 경상남도의회 건설소방위원회 위원
  - 2012.09 ~ 2014.03 제9대 경상남도의회 예산계산특별위원회 부위원장
  - 경상남도의회 경남혁신도시의 성공적 정착과 완성을 위한 특별위원회 위원
- 2014.7 ~ 2015.5 제42대 민선 6기 경상남도 고성군수

## 역대 선거 결과
|  | 57.70% |

|  | 16.26% |

|  | 56.86% |

|  | 42.59% |